# 在パラグアイ外国公館の一覧

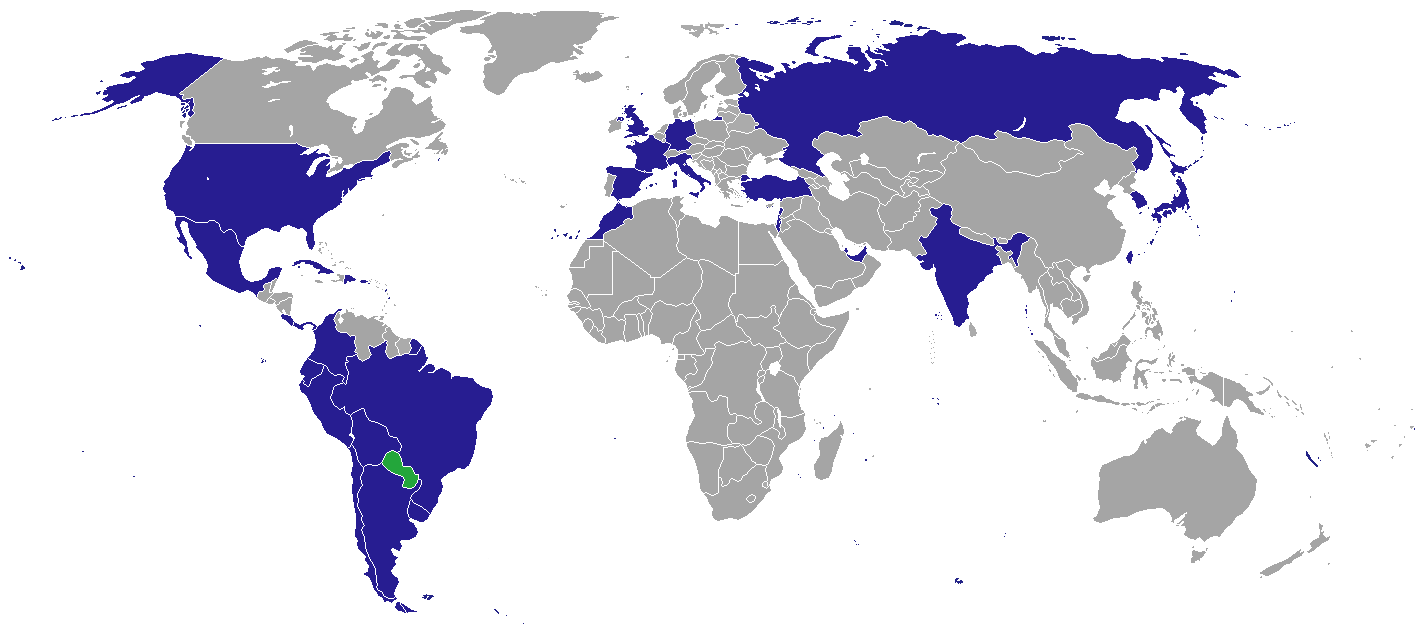
パラグアイに外交使節団を派遣している国

本項は、在パラグアイ外国公館の一覧である。アスンシオンに30ヶ国の大使館と一つの代表部が置かれている。他の多くの国は、非常駐の大使館や名誉領事館を設置している。

## 大使館・代表部

### 大使館
- アメリカ合衆国
- アルゼンチン
- イギリス
- イタリア
- ウルグアイ
- エクアドル
- カタール
- キューバ
- グアテマラ
- コスタリカ
- コロンビア（在パラグアイコロンビア大使館（英語版））
- スペイン
- 大韓民国
- 中華民国（在パラグアイ中華民国大使館）
- チリ
- ドイツ
- ドミニカ共和国
- トルコ
- 日本（在パラグアイ日本国大使館）
- バチカン
- パナマ
- ブラジル（在パラグアイブラジル大使館（ポルトガル語版））
- フランス（在パラグアイフランス大使館（フランス語版））
- ペルー
- ボリビア
- マルタ騎士団
- メキシコ
- モロッコ
- レバノン
- ロシア

### 代表部
- 欧州連合

## 領事機関

### エンカルナシオン
- アルゼンチン（総領事館）
- 日本（領事事務所）
- ブラジル（副領事館）

### コンセプシオン
- ブラジル（副領事館）

### サルト・デル・グアイラ
- ブラジル（総領事館）

### シウダー・デル・エステ
- アルゼンチン（総領事館）
- 中華民国（総領事館）
- ブラジル（総領事館）

### ペドロ・フアン・カバリェロ
- ブラジル（副領事館）

## 大使が他国に駐在している国

### ブエノスアイレス
- アイルランド
- アゼルバイジャン
- アラブ首長国連邦
- アルジェリア
- アルバニア
- アルメニア
- インド
- インドネシア
- ウクライナ
- エルサルバドル
- オーストラリア
- オーストリア
- オランダ
- カナダ
- クウェート
- クロアチア
- ジョージア
- シリア
- スウェーデン
- スロバキア
- スロベニア
- セルビア
- タイ
- チェコ
- デンマーク
- ニカラグア
- ニュージーランド
- ノルウェー
- パキスタン
- ハンガリー
- フィリピン
- フィンランド
- ブルガリア
- ベトナム
- ベルギー
- ポーランド
- ポルトガル
- ホンジュラス
- マレーシア
- 南アフリカ共和国
- ルーマニア

### ブラジリア
- アンゴラ
- イラク
- ガイアナ
- キプロス
- シンガポール
- スリナム
- スリランカ
- 赤道ギニア
- トリニダード・トバゴ
- ナイジェリア
- パレスチナ
- モザンビーク

### その他
括弧内は所在都市。
- アイスランド（ワシントンD.C.）
- イラン（モンテビデオ）
- エジプト（モンテビデオ）
- ギリシャ（モンテビデオ）
- グレナダ（カラカス）
- スイス（モンテビデオ）
- セントクリストファー・ネイビス（ワシントンD.C.）
- 中華人民共和国（サンパウロ）

## 撤退した大使館
- イスラエル
- ベネズエラ